# Lépanges-sur-Vologne
Lépanges-sur-Vologne település Franciaországban, Vosges megyében. Lakosainak száma 838 fő (2022. január 1.). Lépanges-sur-Vologne Deycimont, Fays, Fiménil, Laveline-du-Houx, Méménil, La Neuveville-devant-Lépanges, Prey és Viménil községekkel határos.

## Népesség
A település népességének változása:
| Lakosok száma | 928  | 900  | 894  | 850  | 843  | 834  | 827  | 833  | 838  |
|               | 2013 | 2015 | 2016 | 2017 | 2018 | 2019 | 2020 | 2021 | 2022 |